# Sielc I (gmina)
Sielc I (od 1868 Sielc) – dawna gmina wiejska istniejąca w XIX wieku w guberni łomżyńskiej. Siedzibą władz gminy był Sielc I.
Za Królestwa Polskiego gmina Sielc I należała do powiatu pułtuskiego w guberni łomżyńskiej, a od 1867 w do powiatu makowskiego. 10 stycznia 1868, gmina została zniesiona przez przemianowanie na gminę Sielc.